# 질치
질치(Zilch)는 1996년 엑스 재팬의 기타리스트인 히데와 그의 밴드 히데 위드 스프레드 비버(hide with Spread Beaver)의 프로그래머이자 키보디스트인 I.N.A.의 주도하에 프러페셔널스(The Professionals)의 기타/베이시스트인 레이 맥베이(Ray McVeigh), 킬링 조크의 베이시스트인 폴 레이븐(Paul Raven), 댄지그의 드러머 조이 캐스틸로(Joey Castillo)와 함께 결성한 얼터너티브/인더스트리얼 록 밴드이다.
이 밴드는 앨범인 3.2.1.을 채 발매하기도 전에 엄청난 고난을 맞게 된다. 1998년 5월 2일 밴드의 결성을 주도한 보컬 히데의 사망으로 원 멤버로써의 활동이 불가능해졌다. 하지만 유족들의 요청에 의해 객원 뮤지션들과 함께 활동을 하였다. 그 후 리믹스 앨범인 Bastard Eyes, 스튜디오 앨범인 SkyJin과 두장의 싱글, "Mimizuzero"와 "Charlies Children"을 발매했다.
그 후 2002년 밴드는 해체했다.
2007년 10월 20일, 멤버였던 베이시스트 폴 레이븐이 심장마비로 사망했다.

## 구성원
- 히데 – 리드보컬, 기타
- 레이 맥베이 – 보컬, 기타
- 폴 레이븐 – 베이스, 코러스
- 조이 캐스틸로 – 드럼
- I.N.A. – 프로그래밍

객원 뮤지션
- 이언 애스트버리(Ian Astbury) – 보컬
- 재그 콜먼(Jaz Coleman) – 보컬
- 제임스 홀(James Hall) – 보컬
- 이벳 레라(Yvette Lera) – 보컬
- 코리 클라크(Korey Clark) – 보컬
- MC 샤바 D(MC Shabba D) – 랩
- 올 더티 바스터드(Ol' Dirty Bastard) – 랩
- 센 도그(Sen Dog) – 랩
- 멜로 맨 에이스(Mellow Man Ace) – 랩
- 쿨 키스(Kool Keith) – 랩
- 스티브 존스(Steve Jones) – 기타
- 제리 캔트렐(Jerry Cantrell) – 기타
- 조디 워커(Geordie Walker) – 기타
- 데이브 쿠슈너(Dave Kushner) – 기타
- 브라이언 로버트슨(Brian Robertson) – 기타
- 토드 유스(Todd Youth) – 기타
- J – 베이스
- 더프 매케이건(Duff McKagan) – 베이스
- 숀 이소(Sean Yseult) – 베이스
- 스콧 개릿(Scott Garrett) - 드럼
- 맷 워커(Matt Walker) - 드럼
- 크리스 브레나(Chris Vrenna) – 드럼
- 찰리 클라우저(Charlie Clouser) – 신시사이저, 프로그래밍
- DJ 스왬프(DJ Swamp) – DJ

## 음반 목록
- 3.2.1. (July 23, 1998)
- Bastard Eyes (March 3, 1999, remix album)
- "Mimizuzero" (February 28, 2001)
- "Charlies Children" (June 27, 2001)
- Skyjin (September 27, 2001)

음악이 사용된 곳
- Heavy Metal 2000 (April 18, 2000, "Inside The Pervert Mound")
- Cafe Le Psyence -hide Lemoned Compilation- (May 16, 2002, "Electric Cucumber")
- Catacombs (October 3, 2007, "Psyche")